# 설리번 아레나
설리번 아레나(Sullivan Arena)는 미국 알래스카주 앵커리지에 위치한 실내 경기장이다. 과거 ECHL 알래스카 에이스의 홈경기장으로 사용했다.